# ホースシューカーブ (ペンシルベニア州)
ホースシューカーブ（英語: Horseshoe Curve）は、アメリカ合衆国ペンシルベニア州ブレア郡ローガン区にある、ノーフォーク・サザン鉄道ピッツバーグ線上にある全長3,485フィート（約1,062 m）の曲線区間の通称である。直径はほぼ1,300フィート（約400 m）あり、勾配はほぼ20パーミルである。アルトゥーナからの西行き列車は、0.66マイル（約1.06 km）の区間でほぼ60フィート（約20 m）登り、その間にほぼ220度向きを変える。
このカーブは、距離を稼いでアレゲーニー山脈の頂上へ至る勾配を緩和するために、1854年にペンシルバニア鉄道により開通した。当時アレゲーニー山脈には大型車両が唯一通過可能であるも所要時間を長く要したアレゲーニー・ポーテッジ鉄道の代替手段として建設された。開通以来この地域の重要な交通基盤の1つともなっており、ペンシルバニア鉄道の後継となるペン・セントラル鉄道、コンレールを経てノーフォーク・サザン鉄道に継承された。第二次世界大戦ではナチス・ドイツが1942年にパストリアス作戦の目標の1つとした。
その開通以来、ホースシューカーブは観光名所ともなっている。1879年に訪問者用の展望公園が線路脇に設置され、1990年代には公園内にビジターセンターが建設された。ビジターセンターは、アルトゥーナの鉄道員記念博物館に属しており、カーブに関連する展示物がある。1966年にアメリカ合衆国国家歴史登録財に追加され、アメリカ合衆国国定歴史建造物に指定された。また2004年には歴史的土木建造物にも指定されている。

## 場所と線形

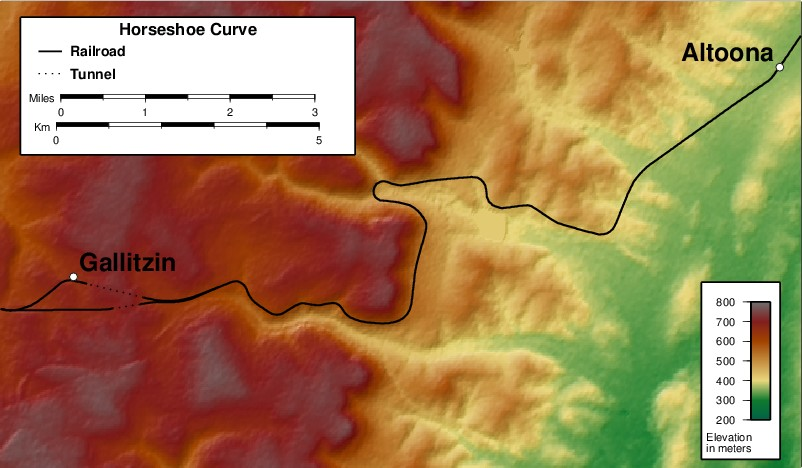
ホースシューカーブ周辺の地形図

ホースシューカーブは、ノーフォーク・サザン鉄道のペンシルベニア州ピッツバーグとハリスバーグの間のピッツバーグディビジョンにおいて、主な東西方向の経路であるピッツバーグ線にある、全長3,485フィート（約1,062 m）の区間である[a]。アルトゥーナからの西行き列車は、最大18.5パーミルの勾配をアレゲーニー山脈の頂上にあるガリツィンまで12マイル（約19 km）に渡って登っていく。そこから列車はガリツィントンネルを抜けて、25マイル（約40 km）にわたって最大10.5パーミルの勾配を下ってジョンズタウンへ至る。
曲線はアルトゥーナの西5マイル（約8 km）の、ブレア郡ローガン区、鉄道の距離標242マイル地点にある。ブレア郡ベテランズ・メモリアルハイウェイがこの谷をアルトゥーナから並行して走り、曲線の下をトンネルで抜けている。カーブ内側の東に開けた部分にはダムと池があり、この谷に沿って3つある貯水池でもっとも高い場所に位置している。この貯水池はアルトゥーナ水道当局の所有で、市に水を供給している。ホースシューカーブはクリークが形成した2本の渓谷を渡っており、北側にキッタニング・ラン (Kittanning Run)、南にグレンホワイト・ラン (Glenwhite Run) がある。
ホースシューカーブの線路は100フィート（約30 m）ごとに9度15分向きを変え、全体として220度の角をなしている。一番大きなところで曲線の差し渡し（直径）は約1,300フィート（約400 m）ある。南の端で標高1,650フィート（約500 m）から北の端で標高1,594フィート（約486 m）まで、17.3パーミルの勾配で下っている。1ヤードあたり140ポンド（1 mあたり約70 kg）の連続溶接ロングレールによる3本の線路が敷かれている。
蒸気機関車の時代は、設置したレールの左右を時折入れ替え、機関車や貨車の通過で車輪のフランジによるレールの摩耗を偏らせず均等になるよう延命を図っていた。この作業はディーゼル化・発電ブレーキの導入・レール潤滑器の導入により解消された。

## 歴史

### 建設までの経緯
1834年にペンシルベニア州は、フィラデルフィアとピッツバーグを結ぶ輸送路を構築する、メイン・ライン・オブ・パブリック・ワークスの一環として、アレゲーニー山脈を越えるアレゲーニー・ポーテッジ鉄道を建設した。このポーテッジ鉄道は運河とインクラインが断続的に続いており、19世紀半ばまで使用されていた。ペンシルバニア鉄道は1847年に設立され、このポーテッジ鉄道の隘路を解消する鉄道をハリスバーグとピッツバーグの間に建設することになった。

### 建設と運用

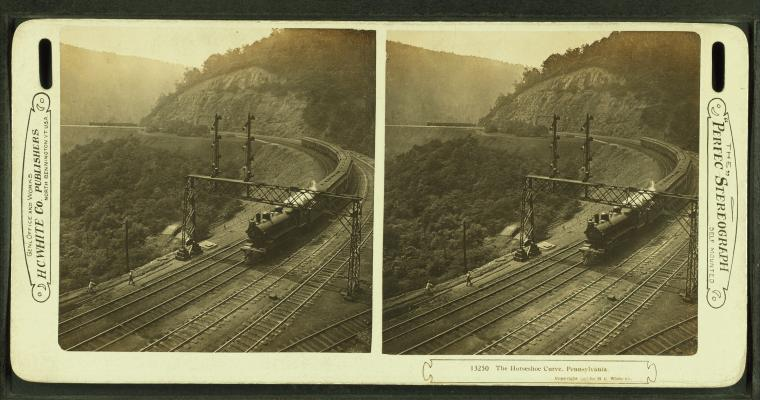
カーブを行く列車の立体視用写真、1907年頃

建設数年前の測量により、州の技術者はルイストンから西へ尾根筋に沿って、84マイル（約135 km）の路線全体に渡って最大勾配を8.52パーミルに抑える経路を推奨した。しかし、ペンシルバニア鉄道の主任技術者のジョン・エドガー・トムソンは、ルイストンからジュニアタ川に沿ってより低く平坦な地形を通り、アルトゥーナの西に9.8マイル（約15.8 km）だけ急勾配を設ける路線を選んだ。アルトゥーナの西の谷は、山に分け入る2本の渓谷に分かれていることが判明していた。既にガリツィンから東へ行われた測量では適切な勾配に抑えた経路を反対側の谷に決定していた。この谷を橋で横断すると勾配は43.7パーミルとなり、大多数の列車にとって非常に急な勾配となる。この地点間はカーブで迂回し距離を稼ぐことで勾配を低減し、技術者は上り勾配の途中でキッタニング・ランによって形成された渓谷に盛土を行い、渓谷の間の山を切り崩し、グレンホワイト・ランが形成する2番目の渓谷に盛土を行った。
ホースシューカーブの建設は1850年に着工し、3年の期間を経て完成した。建設では建設機械の類を一切使用せず、つるはしやシャベルによる人力と、馬やそりだけが用いられた。ホースシューカーブを含む全区間は1854年2月15日に開通した。アルトゥーナからジョンズタウンまでの31.1マイル（約50.1 km）の建設費は2,495,000ドルで、1マイル当たり80,225ドル（1 kmあたり49,850ドル）であった。カーブの内側に残された山は1879年に切り崩し、公園と展望場所が建設された。これは初めて列車展望用に設置されたものである。鉄道の輸送需要増加と輸送量限界の解消に対応するため3線化・複々線化も行われ、1898年に3本目の、その2年後に4番目の線路が増設された。
1860年代頃から第二次世界大戦直前まで、ホースシューカーブにはキッタニング・ポイント駅が置かれていた。20世紀初頭には、キッタニング・ラン鉄道 (Kittaning Run Railroad) とグレン・ホワイト石炭木材会社 (Glen White Coal and Lumber Company) 所有の鉄道の2本の支線がホースシューカーブにおいて本線に接続し、それぞれその名前の渓谷に沿って近くの炭鉱へと通じていた。ペンシルバニア鉄道が空の石炭車をキッタニング・ポイント駅へ運び、これらの2社が石炭を積んで送り返した。1900年代初頭には、この駅の向かいの丘側にある側線に給炭台が設けられ、機関車への燃料と水の補給を可能とした。カーブの内側には、アルトゥーナに給水する貯水池が1887年に建設され、さらにその下部に2番目の貯水池が1896年に完成した。3番目のアルトゥーナ湖と呼ばれる貯水池は1913年に完成した。1932年にはマカダム舗装された道路がホースシューカーブまで通じて訪問が容易となり、1940年には土産物店が開設されている。
ホースシューカーブはペンシルバニア鉄道にとって主な名所であった。パンフレットやカレンダーといった販促品に加え、ペンシルバニア鉄道の株券にもこのカーブが描かれていた。1890年代には、ペンシルバニア鉄道はホースシューカーブの景色を、ライバルのニューヨーク・セントラル鉄道の「ウォーターレベルルート」に対抗させた。1893年のシカゴ万国博覧会では、ペンシルバニア鉄道はこのカーブの模型を出展している。ペンシルバニア鉄道の車掌は、昼間の旅客列車ではこのホースシューカーブについて旅客に案内を行うように義務付けられており、これはアムトラックになってからも続いた伝統であった。またペンシルバニア鉄道は、通過する貨物列車が旅客列車からの車窓をできる限り遮らないよう配慮していた。

### 第二次世界大戦とその後
第二次世界大戦中、ホースシューカーブは連合国の兵員や物資の輸送に用いられ、武装兵による警備が行われていた。
ナチス・ドイツの諜報機関アプヴェーアには、アメリカ合衆国における重要な産業目標に対する破壊工作を行う「パストリアス作戦」という名前の計画があった。1942年6月、潜水艦により運ばれた4人の男がロングアイランドの海岸に上陸した。彼らの任務は、ホースシューカーブ、ヘルゲート橋、アルコアのアルミニウム工場、オハイオ川の閘門の破壊であった。この工作員たちは、その1人、ジョージ・ジョン・ダッシュが自首したことで、速やかに連邦捜査局 (FBI) により拘束されてしまった。

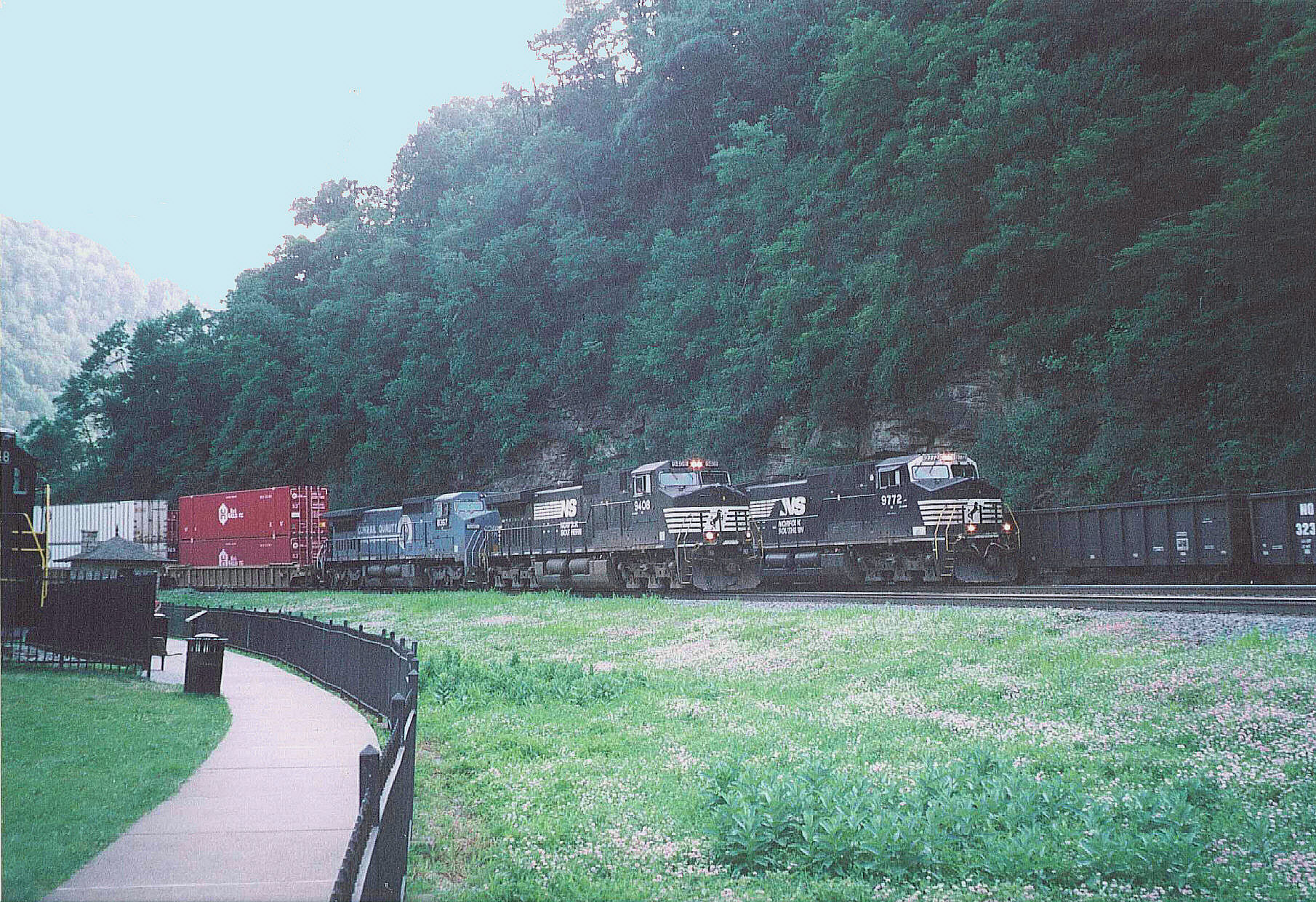
ノーフォーク・サザン鉄道の3本の貨物列車がカーブを行き交う、2006年

1954年のホースシューカーブ開通100周年の祝賀の一環として、シルバニア・エレクトリック・プロダクツによって6,000個の電球と31マイル（約50 km）に及ぶ配線を取り付けてカーブを照らし出し、夜景写真が撮られた。
1957年6月8日、ペンシルバニア鉄道の蒸気機関車の主力機で、このカーブを日常的に通ったK4s形の1361号機がホースシューカーブ内側の公園に保存された。ホースシューカーブは1966年11月13日にアメリカ合衆国国家歴史登録財に記載され、アメリカ合衆国国定歴史建造物として登録された。同年、展望公園の運営がアルトゥーナの市に移管された。
ペンシルバニア鉄道は1968年にニューヨーク・セントラル鉄道と合併し、ペン・セントラル鉄道が発足したが、この会社は倒産し、1976年に連邦政府により継承されコンレールが発足した。ホースシューカーブの内側から2番目の線路は、コンレールによって1981年に撤去された。K4s形の1361号は動態復元のため1985年9月にカーブの内側から搬出され、代わりにコンレールのGP9の7048号がペンシルバニア鉄道時代の塗装に塗り戻されて設置された。
1990年6月から、ホースシューカーブの公園はペンシルベニア州運輸省とアメリカ合衆国国立公園局による「アメリカの産業遺産プロジェクト」による改修工事が580万ドルの費用で行われた。改修工事は新しいビジターセンターの落成を持って、1992年4月に完了した。コンレールが所有していた路線は1999年にCSXトランスポーテーションとノーフォーク・サザン鉄道で分割され、ホースシューカーブはノーフォーク・サザン鉄道が買収した。ホースシューカーブは2004年の150周年に際して、1954年の100周年祝賀のオマージュとして再び花火と線路に取り付けられたサーチライトでライトアップされた。2004年には米国土木学会により歴史的土木建造物に指定された。

## 運用

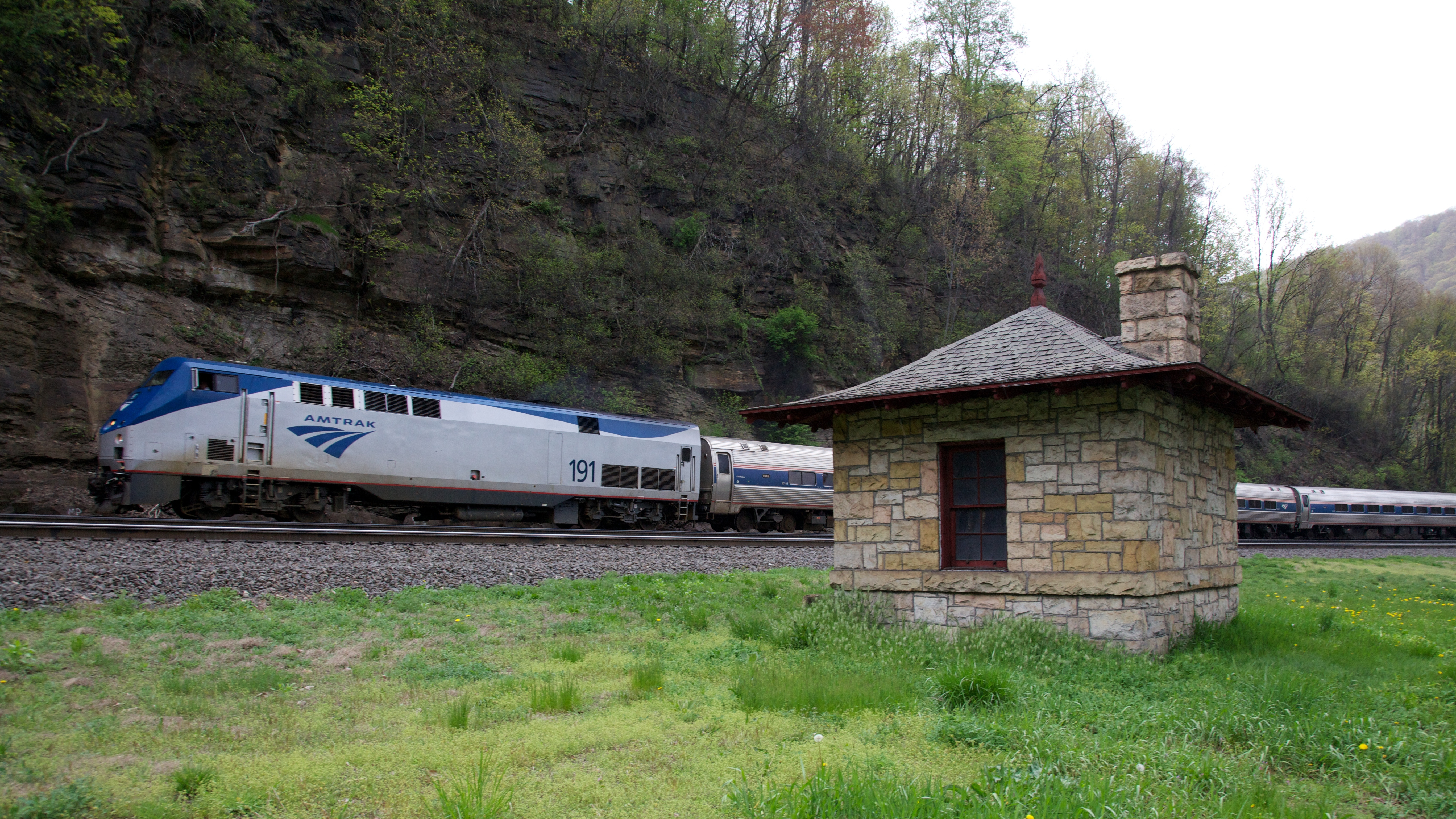
ホースシューカーブを通過するアムトラック「ペンシルバニアン」号、2013年

ホースシューカーブの輸送量の最盛期は1940年代で、旅客列車が1日に50本、この他に多くの貨物や軍用の列車が通過していた。第二次世界大戦後、高速道路や航空機による移動の普及により、鉄道での旅客輸送需要は大幅に落ち込んだ。しかしホースシューカーブはノーフォーク・サザン鉄道のピッツバーグ線の一部として今なお多くの列車が通行しており、2008年現在毎日51本の定期貨物列車が通過している。これには普通列車や補助機関車の回送を含まず、これを含めるとさらに倍になりうる。長編成の列車では後部にEMD SD40-2やEMD SD40を補助機関車として連結し、頂上方面へ登る際の駆動力と麓へ下る際の制動力を補っている。定期旅客列車は、ピッツバーグとニューヨークを結ぶアムトラックの「ペンシルバニアン」の毎日1往復のみが通っている。
| カーブの下から見たケーブルカー、2011年 |  | 下の駅を出たケーブルカー、2011年 |
| カーブの下から見たケーブルカー、2011年 |  | 下の駅を出たケーブルカー、2011年 |

アルトゥーナの鉄道員記念博物館がカーブの下にあるビジターセンターを管理しており、毎年4月から10月まで開館する。6,800平方フィート（約632 平方メートル）のセンターには、カーブに関する多くの歴史的な遺品や記念品、アルトゥーナからジョンズタウンにかけての地域の立体模型などが展示されている。このカーブへは、全長288フィート（約88 m）のケーブルカーか、10階建てのビルに相当する194段の階段で通じている。ケーブルカーの線路は単線で、中間地点で対向車両とすれ違う。この車両は、ペンシルバニア鉄道の客車に似せて塗装されている。機関車が展示されているほか、かつて見張り員用の小屋として使われていた建屋も公園にある。ホースシューカーブは鉄道ファンに人気があり、時には同時に3本の列車がこのカーブを行く様子を観察できる。